# Roy Halstead
Roy Halstead (26 tháng 7 năm 1931 – 6 tháng 8 năm 1997) là một cầu thủ bóng đá người Anh thi đấu ở vị trí tiền đạo tầm xa tại Football League cho Chester.